# Wildbaan-Dennenburg

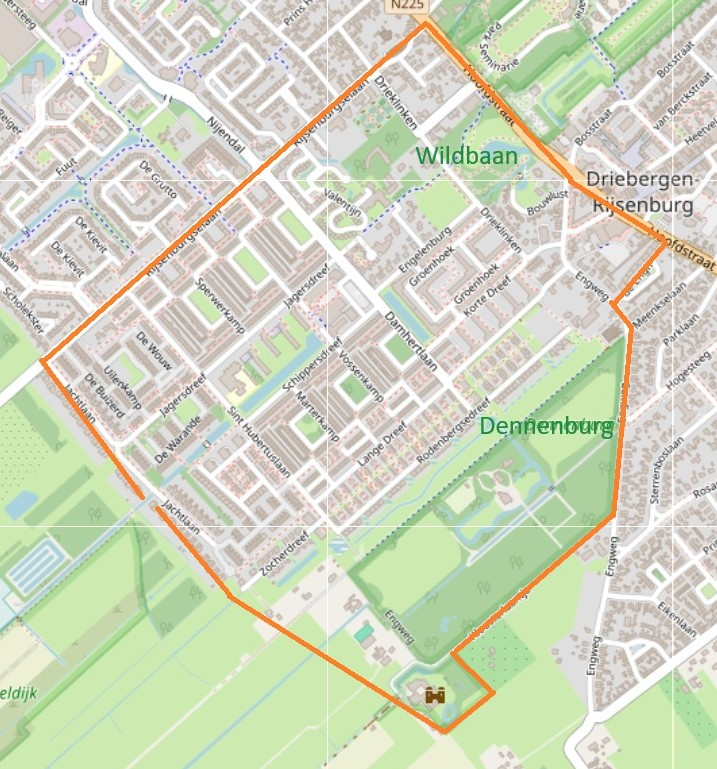
ligging van de wijk

Wildbaan-Dennenburg is een buurt in Driebergen-Rijsenburg, onderdeel van de gemeente Utrechtse Heuvelrug. De wijk van 1,25 km² met ongeveer 5200 inwoners ligt aan de zuidoostkant van Driebergen, grenzend aan landgoed Dennenburg. In de wijk bevinden zich een winkelcentrum en een basisschool.

## Historie
De naam Dennenburg verwijst naar de 17e-eeuwse buitenplaats Dennenburg, waarvan een deel van het landgoed nog zichtbaar is aan de zuidrand van de bebouwing. Straatnamen als Rodenbergse Dreef herinneren aan hofstede Rooijenberg op het oude landgoed Dennenburg. De buitenplaats Dennenburg aan het Kloosterlaantje ligt op de overgang naar het landelijk gebied. Het is met een zichtlijn verbonden met de op enige afstand gelegen Engweg en Hogesteeg. Bij het gebouw horen een oranjerie en een koetshuis. 
Park De Wildbaan ligt aan de zuidkant van de Hoofdstraat tegenover de 18de-eeuwse buitenplaats Sparrendaal. De Wildbaan is een in landschapsstijl aangelegd park, met slingervijver, glooiende heuveltjes en boomgroepen. In het park staat het verzetsmonument in Driebergen. Het bestaat uit een terracotta beeld van een klassiek vormgegeven vrouwenfiguur met gebalde vuisten en een touw om haar lichaam.